# Лекьель-Сен-Жермен
Лекьель-Сен-Жермен (фр. Lesquielles-Saint-Germain) — коммуна во Франции, находится в регионе Пикардия. Департамент коммуны — Эна. Входит в состав кантона Гиз. Округ коммуны — Вервен.
Код INSEE коммуны — 02422.

## Население
Население коммуны на 2010 год составляло 859 человек.
| 1962 | 1968 | 1975 | 1982 | 1990 | 1999 | 2010 |
| ---- | ---- | ---- | ---- | ---- | ---- | ---- |
| 1079 | 961  | 852  | 803  | 832  | 848  | 859  |

## Экономика
В 2010 году среди 540 человек трудоспособного возраста (15—64 лет) 365 были экономически активными, 175 — неактивными (показатель активности — 67,6 %, в 1999 году было 67,3 %). Из 365 активных жителей работали 295 человек (165 мужчин и 130 женщин), безработных было 70 (43 мужчины и 27 женщин). Среди 175 неактивных 50 человек были учениками или студентами, 52 — пенсионерами, 73 были неактивными по другим причинам.